# Elmar Arro
Pour les articles homonymes, voir Arro.
Elmer Arro, né le 2 juillet 1899 à Riga et mort le 14 décembre 1985 à Vienne, est un musicologue estonien.

## Biographie
Elmer Arro étudie la musicologie à l'Université de Vienne et reçoit le titre de docteur en philosophie en 1928 avec sa thèse Über das Musikleben in Estland im 19. Johrhundert. À partir de 1933 il commence à enseigner à l'Université allemande Luther de Dorpat, puis en 1939 il retourne en Allemagne pour enseigner d'abord à l'Université de Heidelberg à partir de 1955, puis à l'Université de Kiel à partir de 1968. Il participe à la fondation du Ost-Europa Institut, devenu depuis le J. G. Herder Forschungsstelle für Musikgeschichte. Il s'installe ensuite à Vienne où il écrit notamment des articles sur la musique russe et d'Europe de l'Est dans diverses revues musicales. Il fonde et dirige l'édition des quatre premiers volumes de Musik des Ostens entre 1962 et 1967.